# 布吕默赖
布吕默赖（法語：Blumeray）是法国上马恩省的一个市镇，属于圣迪济耶区（Saint-Dizier）杜勒旺勒沙托县（Doulevant-le-Château）。该市镇总面积14.68平方公里，2009年时的人口为103人。

## 人口
布吕默赖人口变化图示